# چنس ووت اف۴یو کرسر
چنس ووت اف۴یو کرسر(به انگلیسی: Chance Vought F4U Corsair) یک جنگنده تک‌باله تک‌موتوره تک سرنشین ساخت شرکت چنس ووت در ایالات متحده بود که در جنگ جهانی دوم و جنگ کره به کار برده شد. از زمان تحویل پیش نمونه آن در سال ۱۹۴۰ تا تحویل آخرین فروندهای آن به فرانسه در سال ۱۹۵۳، ۱۲٬۵۷۱ فروند اف۴یو کرسر در ۱۶ مدل مختلف تولید شد. این مدت زمان تولید در تاریخ تولید جنگنده‌های موتور پیستونی ایالات متحده رکورد دار است.
این هواپیما در نیروی دریایی و تفنگداران دریایی ایالات متحدهٔ آمریکا، نیروی دریایی پادشاهی بریتانیا، نیروی هوایی پادشاهی نیوزیلند، نیروی دریایی فرانسه و چند نیروی هوایی کوچک دیگر تا دههٔ ۱۹۷۰ میلادی به کار گرفته می‌شد. این هواپیما به سرعت تبدیل به تواناترین شکاری-بمب‌افکن ناونشین جنگ جهانی دوم گردید. برخی از خلبانان ژاپنی، اف۴یو را هولناک‌ترین جنگندهٔ آمریکایی جنگ جهانی دوم می‌دانستند. نیروی دریایی ایالات متحدهٔ آمریکا نسبت پیروزی به شکست این هواپیما را در جنگ جهانی دوم یازده به یک اعلام نمود. اف۴یو علاوه بر جنگ جهانی دوم در جنگ کره و جنگ‌های مستعمراتی فرانسه از جمله جنگ هندوچین و الجزایر نیز نقش مهمی ایفا نمود.